# Герасим (патриарх Иерусалимский)
Патриа́рх Гера́сим (греч. Πατριάρχης Γεράσιμος; в миру Константи́нос Протопапа́с, греч. Κωνσταντίνος Δ. Πρωτόπαπας; 1839/1841, деревня Астраc, Пелопоннес — 9 февраля 1897, Иерусалим) — епископ Иерусалимской и Антиохийской православных церквей, Патриарх града Иерусалима и всей Палестины (1891—1897), Патриарх Антиохийский и всего Востока (1885—1891).

## Биография
Был племянником архиепископа Лиддского Герасима. По обычаю Святогробского братства, в детском возрасте был вызван им в Палестину для приготовления к духовной карьере. Обучался в Богословской школе монастыря Святого Креста в Иерусалиме и на математическом факультете Афинского университета.
По возвращении в Палестину в 1866 году преподавал в Школе святого Креста.
Приблизительно в 1870 году принял монашеский постриг с именем Герасим и был возведён в сан архимандрита.
После 1873 года, когда школа прекратила деятельность, архимандрит Герасим занимал различные посты в аппарате Иерусалимской Патриархии.
В 1877 году рукоположён во епископа с возведением в сан титулярного митрополита Филадельфийского (по названию Филадельфии Аравийской, ныне Амман).
От имени Иерусалимского Патриархата участвовал в работе Берлинского конгресса 1878—1879 годов, добиваясь возвращения святогробских имений, конфискованных в 1863 году в Румынии.
Впоследствии пребывал в Стамбуле в должности представителя Иерусалимской Патриархии.
Во время борьбы за замещение Иерусалимского престола в 1882—1883 году выдвигался кандидатом на Патриаршество, активно выступал против кандидатуры Никодима, считавшегося сторонником России. Никодим после избрания в патриарха поторопился убрать митрополита Герасима из Стамбула и в 1884 году отозвал в Палестину, назначив митрополитом Скифопольским.
При поддержке Никодима, видевшего в митрополите Герасиме главного соперника и стремившегося удалить его из Палестины, 30 мая 1885 году был избран Антиохийским Патриархом, несмотря на сопротивление части арабского клира.
Пребывание Патриарха Герасима на посту Антиохийского патриарха сопровождалось смутами и нестроениями во многих епархиях. Нарастало противостояние арабского клира и паствы с высшей греческой иерархией, которое вылилось в 1890-е годы в открытый конфликт.
Чувствуя нестабильность своего положения, Герасим охотно согласился на занятие Иерусалимского престола, освободившегося после отставки Патриарха Никодима. 28 февраля 1891 года он был официально избран Иерусалимским патриархом.
В годы управления Иерусалимской Церковью возродил семинарию Крестного монастыря, возобновил богослужения в нескольких древних храмах, важным делом для него было благоустройство Святогробского братства в материальном отношении, а также водворение здесь внутреннего мира и порядка.
Предпринял усилия, чтобы восстановить церковь в общине Мадаба, в которой была найдена мозаичная карта на полу старинного храма (ныне Церковь Святого Георгия). Понимая важность этого открытия, Патриарх Герасим принял меры, чтобы археологическая находка была надлежащим образом исследована и сохранена.
Статус святых мест Палестины интересовал патриарха куда больше, чем противодействие католическим и протестантским миссионерам, открывшим множество школ для православных арабов. Будучи сторонником панэллинских идей, Герасим был чужд арабской пастве и подозрительно относился к российскому присутствию на Ближнем Востоке, не допуская открытия школ Императорского палестинского православного общества в центральных областях Патриархата.